# Craugastor nefrens
Craugastor nefrens é uma espécie de anfíbio anuro da família Craugastoridae. Está presente na Guatemala.